# Enterobacter chuandaensis
Espèce
Enterobacter chuandaensis est une des espèces du genre de bactéries Enterobacter. Ce sont des bacilles à Gram négatif de la famille des Enterobacteriaceae faisant partie de l'embranchement des Pseudomonadota.

## Historique
Enterobacter chuandaensis est une bactérie décrite en 2019 sur la base d'une souche isolée depuis un échantillon de sang humain prélevé en Chine en 2017. Dans la même publication, une autre espèce du même genre a été décrite, l'espèce Enterobacter huaxiensis,. Leur découverte a été médiatisée du fait de leurs profils de bactéries multi-résistantes,.

## Taxonomie

### Étymologie
L'étymologie de cette espèce E. chuandaensis est la suivante : chuan.da.en’sis N.L. masc./fem. adj. chuandaensis, appartenant à l'Université du Sichuan (Chuanda en chinois) à Chengdu, Province du Sichuan en Chine,.

### Phylogénie
Les analyses phylogéniques basées sur le gène de l'ARNr 16S ont montré que cette espèce E. chuandaensis est incluse dans le genre Enterobacter avec une homologie de séquence de 99% avec différentes espèces de ce genre dont Enterobacter cloacae et Enterobacter bugandensis, et de ce fait dans la famille Enterobacteriaceae.

## Description
E. chuandaensis est une bactérie anaérobie facultative à Gram négatif ne formant pas de spores. Ces bactéries sont mobiles. Le test de Voges-Proskauer est positif ainsi que le test catalase tandis ue le test oxydase est négatif. Ses tests sont positifs pour la b-galactosidase et l'arginine dihydrolase, et négatifs pour la lysine décarboxylase, l'ornithine décarboxylase, la déaminase, la gélatinase, l'activité uréase et la production d'indole. En culture, les bactéries forment des colonies circulaires, blanches, translucides et lisses après 24h à  t 35 °C. Les croissance peut se produire de 4 à 42 °C mais l'optimum est situé à 35 et 37 °C en présence de 0 à 8 % (w/v) de NaCl en TSB. La croissance n'est pas possible à 45 ou t 50 °C. Le pH de croissance se situe en 5.0 et 10 avec un optimum de 6 à 7.  Les acides gras cellulaires majoritaires de cette bactérie sont les acides gras C16:0, C17:0 cyclo et C18:1ω7c. Cette espèce se distingue des autres espèces du genre Enterobacter par sa capacité à fermenter le gluconate de potassium et son incapacité de le faire pour le L-fucose, la mélibiose et le D-sorbitol.

### Souche type
La souche type de l'espèce E. chuandaensis est la souche 90028 qui porte les identifiants CCTCC AB 2018173, CNCTC 7649 et GDMCC 1.1427 dans différentes banques de cultures bactériennes,.

### Multi-résistance
Lors de sa description, cette espèce est décrite comme possédant un profil de résistance à l'ampicilline, l'ampicilline/sulbactame, l'amoxicilline/acide clavulanique, la Céfazoline, le céfotétan, le céfuroxime et la céphalothin.

## Habitat
L'espèce E. chuandaensis est une espèce de bactérie dont la souche type, 90028 a été isolée d'un échantillon de sang humain.